# Sapporo Breweries
Sapporo Breweries Ltd. (サッポロビール株式会社) eller Sapporo Holdings er en japansk bryggerikoncern, der producerer øl, sodavand og fødevarer. Virksomheden blev etableret i 1876 i Sapporo. Sapporo er Japans ældste ølmærke. I 2006 købte Sapporo canadiske Sleeman Breweries. De har fem bryggerier i Japan og et i USA.
Sapporo Breweries er medlem af Mitsui keiretsu.
 Der er for få eller ingen kildehenvisninger i denne artikel, hvilket er et problem. Du kan hjælpe ved at angive troværdige kilder til de påstande, som fremføres i artiklen.